# Neptis parthica
Neptis parthica är en fjärilsart som beskrevs av Hans Fruhstorfer 1908. Neptis parthica ingår i släktet Neptis och familjen praktfjärilar. Inga underarter finns listade i Catalogue of Life.